# Schloss Chamerolles

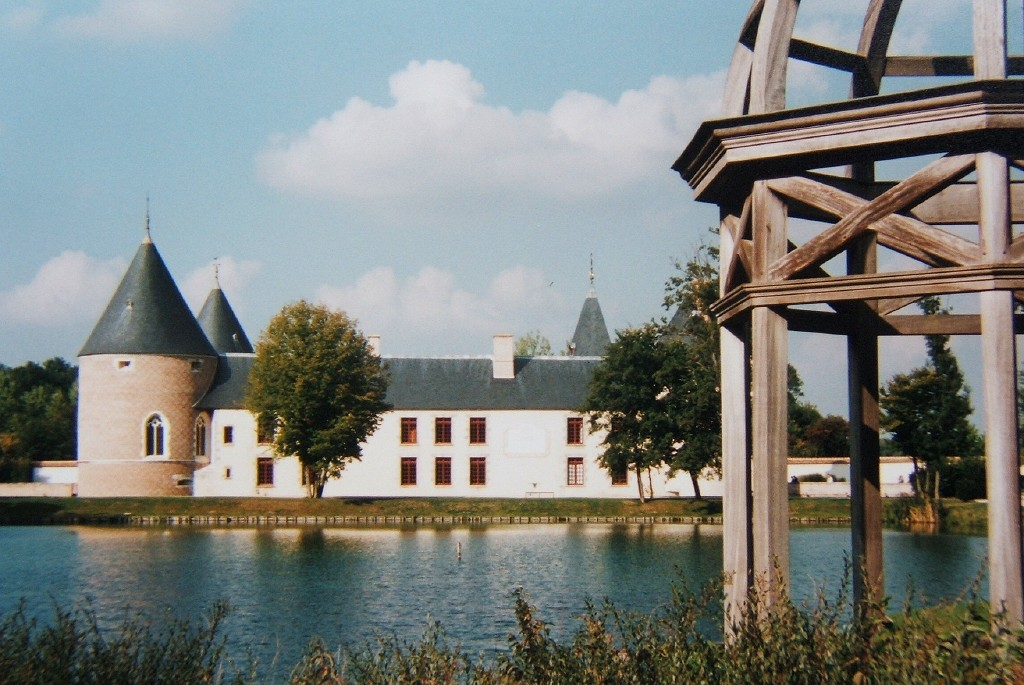
Schloss Chamerolles

Schloss Chamerolles ist eine französische Schlossanlage in Chilleurs-aux-Bois im Département Loiret, Region Centre-Val de Loire. Im 12. Jahrhundert als befestigte Hofanlage erstmalig urkundlich erwähnt, wurde die Anlage Anfang des 16. Jahrhunderts von Lancelot du Lac I. zu einem Schloss im Renaissance-Stil ausgebaut. 
Sein Enkel, Lancelot du Lac II., der im ersten Hugenottenkrieg auf protestantischer Seite kämpfte, machte aus der Schlosskapelle eine protestantische Gebetsstätte. Er ließ zudem einen Garten im Renaissance-Stil anlegen.
Heute ist das Schloss im Besitz des Départements Loiret und beherbergt das Parfümmuseum (Musée des parfums).
Koordinaten: 48° 3′ 37″ N, 2° 9′ 51″ O